# کلیر اندرسون
کلیر اندرسون (انگلیسی: Claire Anderson؛ ۸ مهٔ ۱۸۹۱ – ۲۳ مارس ۱۹۶۴) بازیگر اهل ایالات متحده آمریکا بود.
او با ستارگانی چون تورستون هال، هری کری و کنستانس تلمج همکاری کرده بود و یکی از «مه‌رویان آب‌تنی» مک سنت بود.
از فیلم‌هایی که وی در آن‌ها نقش داشته‌است، می‌توان به چه اهمیتی داره؟ و یک پخمه زبل اشاره نمود.
برخی منابع وی را زاده نیویورک میدانند و برخی دیگر وی را زاده واشنگتن میدانند.